# Classe Najin
La classe Najin (coréen :나진급 호위함), littéralement classe Saumon, est une classe de Frégate construite en Corée du Nord pour la marine populaire de Corée. Bien qu'elles ressemblent de façon frappante aux anciennes frégates soviétiques de Kola-class frigate (en) elles ne sont liées à aucune conception russe ou chinoise. La classe était à l'origine équipée d'un lanceur-triple de torpilles de 533 mm, qui a été remplacé au milieu des années 1980 par des lanceurs fixes de missiles Styx tirés des bateaux lance-missiles de classe Osa. C'étaient les navires des plus grands avant l'arrivée de la classe Soho

## Historique

### Remise à niveau
Au moins un navire de classe Najin semble avoir été amélioré avec des armes beaucoup plus modernes en 2014. Remis à neuf à Nampo  les missiles antinavires obsolètes, le double canon arrière de 57 mm, le radar de contrôle d'incendie Drum Tilt et le radar de recherche de surface ont été supprimés et plusieurs nouveaux systèmes ont été installés. Les plus clairement identifiables sont deux tourelles automatisées de 30 mm à l'arrière, probablement basées sur le système d'arme rapproché soviétique AK-630, et deux racks de missiles Kh-35 d'une capacité d'environ 8 missiles à la place des lanceurs Styx/HY-2 plus anciens.

## Unités
- Le navire 531, lancé en 1972, flotte de Donghae
- Le navire 631, lancé en 1973, flotte de la mer de l'ouest

## Galerie

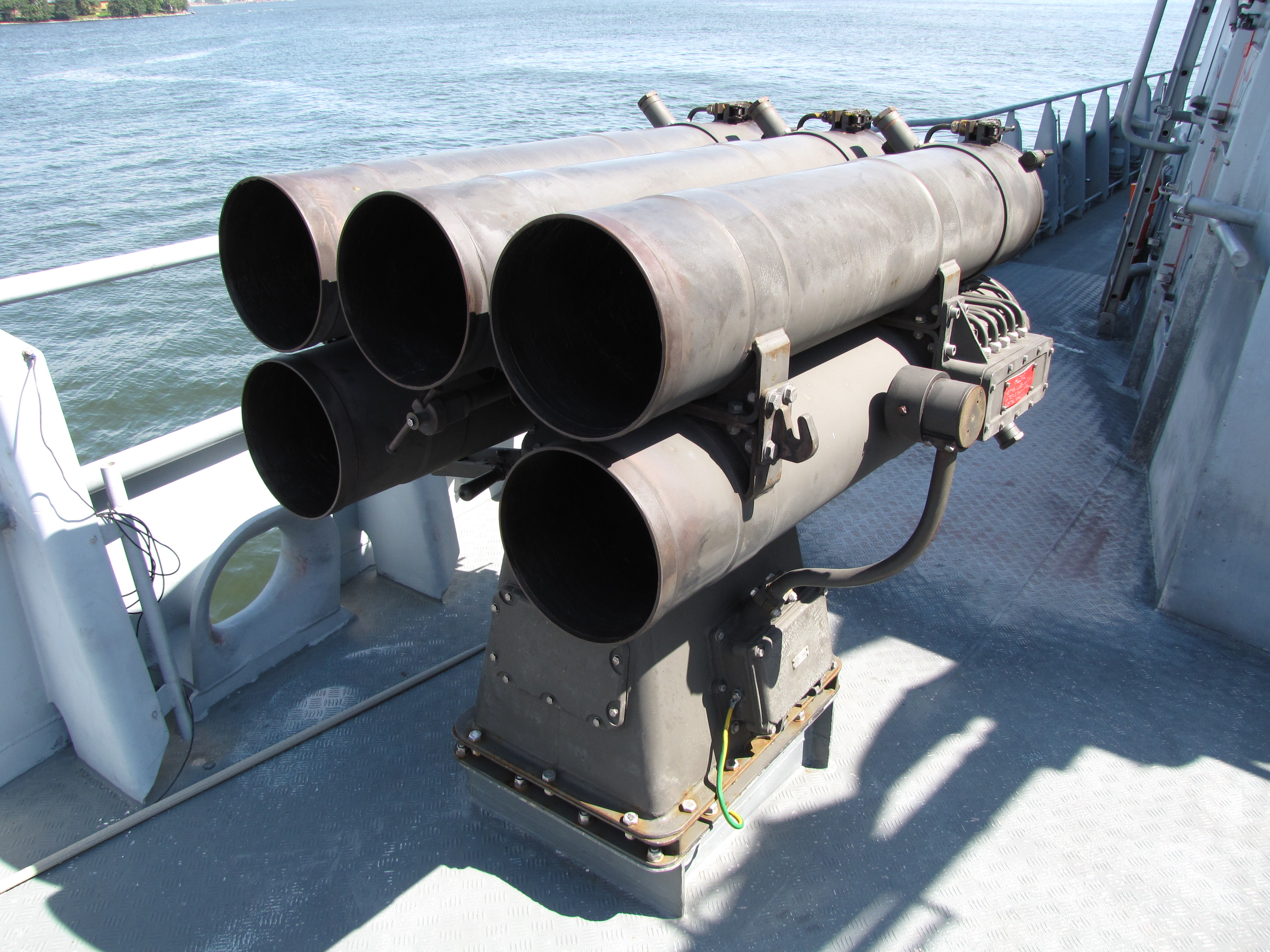
Lancueur RBU-1200
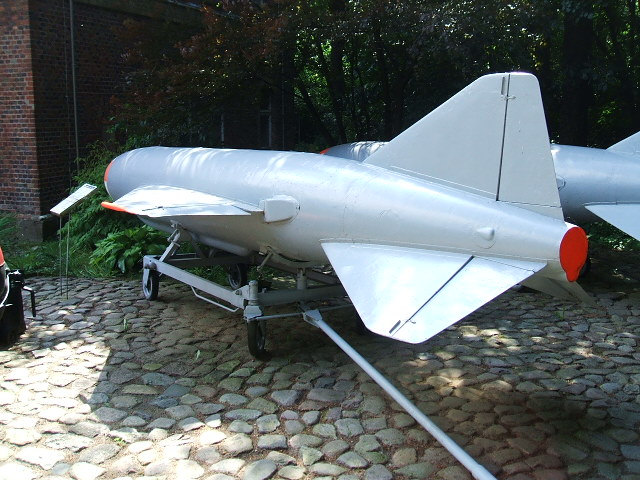
Missile Styx P-15 Termit
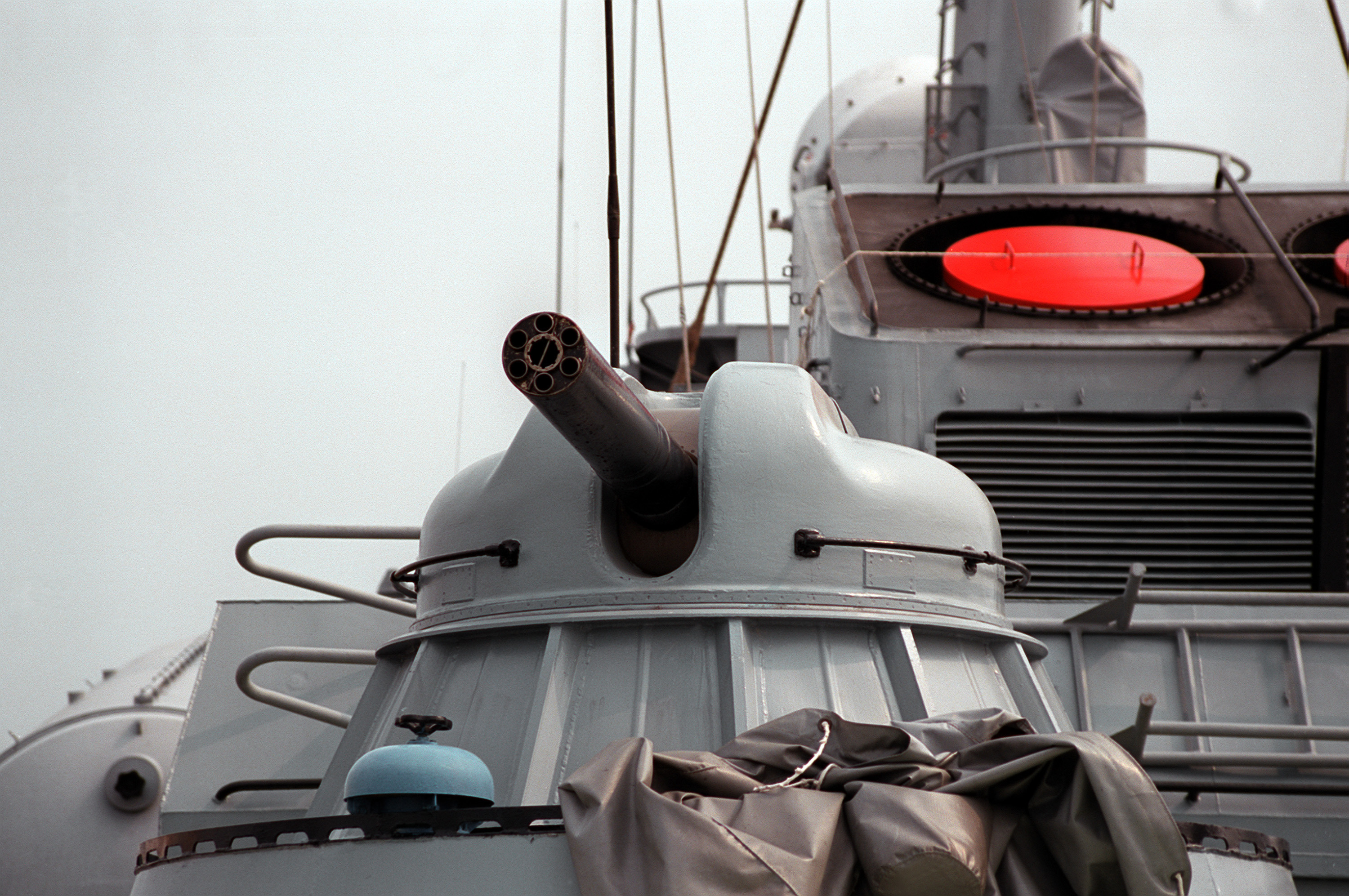
Canon AK-630
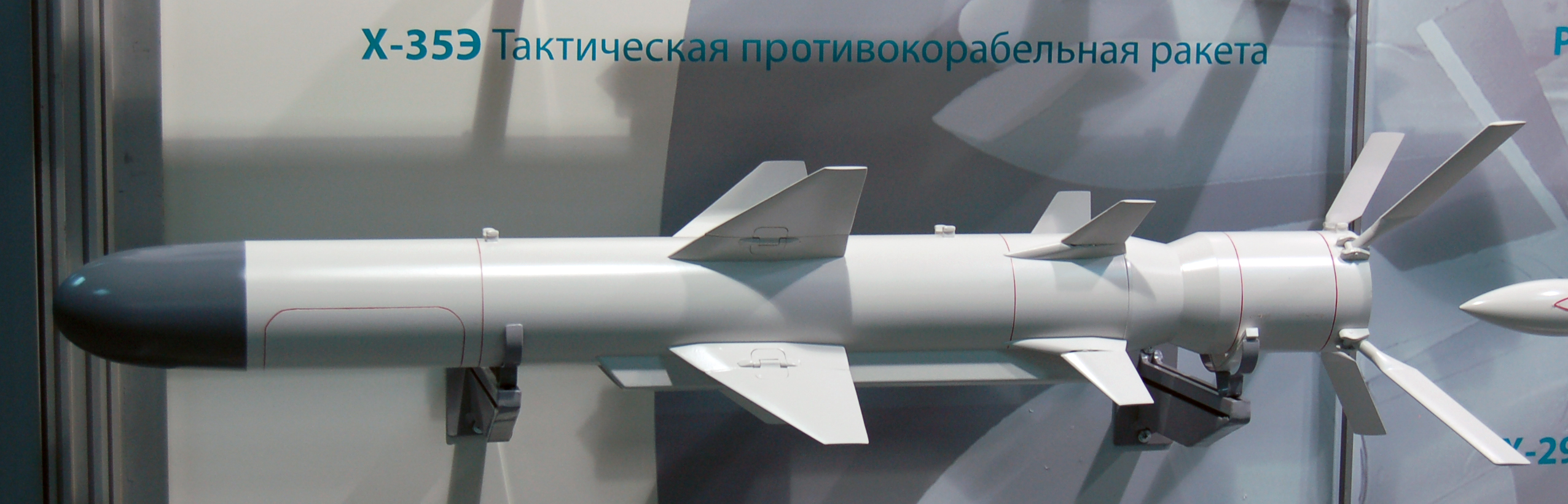
Missile Kh-35